# Parco nazionale di Alas Purwo
Il parco nazionale di Alas Purwo è un'area protetta dell'Indonesia situata nella penisola di Blambangan nella reggenza di Banyuwangi, all'estremità sud-orientale della provincia di Giava Orientale. È noto per i suoi banteng selvatici e per la baia di Grajagan, molto celebre tra i surfisti.
Il nome del parco significa prima foresta o foresta antica, in quanto una leggenda giavanese afferma che la terra emerse per la prima volta dall'oceano proprio qui.

## Geografia
Il parco si trova nella penisola di Blambangan, all'estremità sud-orientale dell'isola di Giava, sulla costa lungo lo stretto che la separa da Bali.
Il parco copre un'area di 434 km² di mangrovie, savana, foreste monsoniche di pianura e spiagge bordate da barriera corallina. Una località surfistica di rinomanza internazionale si estende lungo la costa del parco a Plengkung, sulla baia di Grajagan. Entro i confini del parco si trova il monte Linggamanis (322 m).

## Flora e fauna
Tra le specie vegetali protette presenti nel parco ricordiamo Terminalia catappa, Calophyllum inophyllum, Sterculia foetida, Barringtonia asiatica e Manilkara kauki.
Il parco ospita alcune delle specie più a rischio di Giava, come il banteng (Bos javanicus). Nell'aprile 2004, nella savana di Sadengan ne furono censiti solamente 57 esemplari, rispetto agli 80-100 censiti l'anno precedente, ma nell'agosto 2010 gli scienziati contarono 73 banteng in un'area di savana di 80 ettari: un notevole incremento demografico nell'arco di 6 anni, nonostante la popolazione abbia dovuto fronteggiare minacce come il bracconaggio e la perdita dell'habitat. Le mandrie di banteng di solito si recano a Sadengan la mattina e il pomeriggio per pascolare.
La principale minaccia per i banteng sono gli esseri umani. I bracconieri piazzano trappole fuori dal parco durante la stagione secca per catturare gli esemplari che si spingono là in cerca di acqua. Una volta catturati, vengono macellati e la carne viene venduta.
Altre specie minacciate che ricevono protezione ad Alas Purwo sono il cuon, il presbite di Giava, il pavone verde, il gallo bankiva, la tartaruga olivacea, la tartaruga embricata e la tartaruga verde.

## Surf
Tra i mesi di marzo e novembre, migliaia di surfisti da tutto il mondo visitano il parco per raggiungere la spiaggia di Plengkung nella baia di Grajagan, conosciuta anche come G-Land, a circa mezza giornata di viaggio da Bali.
La spiaggia è considerata uno dei migliori punti per il surf di tutta l'Asia. Con onde cavalcabili alte fino a 5 metri, è ritenuta una meta solo per surfisti esperti. La località fa parte del Quicksilver World Tour Circuit.